# Fábio Duarte (Fußballspieler, 1980)
Fábio Duarte, eigentlich Fábio Duarte Vasconselos, (* 14. Februar 1980 in Rondonópolis) ist ein ehemaliger brasilianischer Fußballspieler. Duarte war flexibel einsetzbar und konnte deshalb auf mehreren Positionen spielen.

## Karriere
Fábio Duarte begann seine Karriere im Jahr 2001 beim Rio Branco de Andradas FC. Über den Fabril EC ging es dann nach Europa zum ukrainischen Vertreter Metalurh Saporischschja. Mit Saporischschja nahm Fábio Duarte an der ersten Runde der Qualifikation zum UEFA-Cup 2002/03 gegen Leeds United teil, schied aber mit seiner Mannschaft aus.
Zu der Saison 2005/06 der Süper Lig wechselte er zu Manisaspor. Hier kam er zu zehn Ligaeinsätzen. Sein einziges Tor erzielte er am zweiten Spieltag bei einem 5:0-Auswärtssieg gegen Malatyaspor.
Anschließend kehrte in seine Heimat zurück und spielte für verschiedene Vereine, oft für ein paar Monate. 2013 spielte er kurzzeitig für den aus seiner Heimatstadt stammenden Klub Rondonópolis EC und für CAP de Uberlândia, danach beendete er seine aktive Laufbahn.